# Trichodothella blumeri
Trichodothella blumeri — вид грибів, що належить до монотипового роду  Trichodothella.